# Таймсквер
Таймсквер (частая стилизация — ТАйМСКВЕР и TAůMCKBEP) — российская рок-группа, образованная в Москве в 2009 году. На данный момент состоит из четвертьфиналиста 5 сезона шоу «Голос» Кирилла Бабиева (вокал), Андрея Грязнова (клавиши, автор песен), Дмитрия Теплова (гитара), Степана Четверикова (ударные) и Николая Карпенко (бас-гитара).
За время существования группа выпустила 4 полноформатных альбома, акустический альбом-компиляцию и 3 EP.

## История

### Формирование и ранние годы (2009-2016)
Группа Таймсквер образована в июле 2009 года, когда к безымянному дуэту Романа Семенца (вокал, гитара) и Андрея Грязнова (клавишные, автор музыки и текстов) присоединился гитарист Юрий, а чуть позже - ударник Ренат Хакимов. В таком составе в 2011 году группа выпустила дебютные треки "Сувениры" и "1.2.3.", клип на "1.2.3." попал в ротацию телеканала О2ТВ. В 2012 году вышел дебютный 5-трековый EP Люди-корабли, летом того же года Таймсквер приняла участие в фестивалях Metro On Stage и Рок-Иммунитет.
В 2013 году гитарист Юрий покидает группу, на смену ему приходит гитарист и бэк-вокалист Кирилл Бабиев. В том же году Таймсквер играет на фестивалях Окна открой!, Metro On Stage, Алые паруса, Puma Music Fest.
В 2015 году группа выпустила клип "Корабли (акустика)". В том же году произошли перестановки в составе: в начале года ушел ударник Ренат Хакимов, его место занимает Евгений Тарцус; летом ушел вокалист и основатель Роман Семенец и басист Анатолий Кузнецов, место основного вокалиста занял Кирилл Бабиев. К группе присоединились басист Егор Батов и гитарист Дмитрий Теплов. В июле 2015 Таймсквер выпустили первую часть двухтрекового сингла "Равновесие" (трек «Никогда»), в октябре - вторую (трек «Я иду за тобой»). Летом-осенью 2015 группа отыграла на фестивалях Окна открой!, Kubana, Все Свои, Босиком (Рязань), Сафоний (Смоленск), Конфедероссия (Ростов-на-Дону), в феврале-марте 2016 - отправилась в свой первый хэдлайн-тур "Равновесие", который охватил 8 городов.

### Скафандр и бабочкаиЭГО(2016-2018)
Летом 2016 года группа выпустила сингл "Реквием" и отыграла на фестивалях Сафоний, Revolution Open Air, Metro On Stage.
Летом-осенью 2016 году Кирилл Бабиев принял участие в 5 сезоне шоу Голос, в котором дошел до четвертьфинала, исполнив песни Linkin Park "Numb", 30 Seconds to Mars "Closer to the Edge" и другие. После участия в шоу Бабиевым и группой начала интересоваться пресса, стали появляться интервью и публикации в газетах и журналах.
23 декабря 2016 года на лейбле СОЮЗ вышел одноименный 5-трековый EP, ТАйМСКВЕР.
В феврале 2017 года вышел клип "Реквием", в марте-апреле группа отыграла хэдлайн-тур по городам России. 14 и 16 марта Таймсквер отыграли в качестве специального гостя на концертах Disturbed в Москве и Санкт-Петербурге, в июне - на концерте Слот в Москве, в октябре - на концерте Sleeping with Sirens. Летом группа приняла участие в фестивалях Рок-Иммунитет и OZ Rock.
30 ноября 2017 года на лейбле СОЮЗ вышел дебютный полноформатный альбом Таймсквер, Скафандр и бабочка, включивший все песни с EP ТАйМСКВЕР. Презентация альбома прошла 9 января 2018 года в московском клубе 16 Тонн, в качестве специальных гостей в концерте приняли участие вокалист Amatory Вячеслав Соколов и барабанщик Федор Локшин (ex-Stigmata, Ленинград, Rashamba). В поддержку альбома в апреле 2018 группа отыграла тур, охвативший 12 городов России.
22 мая 2018 вышел EP ЭГО, который группа презентовала на сольных концертах в Санкт-Петербурге и Москве. Летом 2018 года Таймсквер приняли участие в фестивалях Нашествие и Доброфест, WARFEST и Metro On Stage. 13 сентября вышел клип на песню "ЭГО", в котором среди прочих снялись Кэш, Никита Пресняков (MULTIVERSE), Елена Третьякова (экс-Ранетки) и Ник Черников (RAVANNA). В сентябре-ноябре Таймсквер отыграли хэдлайн-тур по 8 городам России.

### Вкус крови,Психоакустикаи2020(2019-2021)
В апреле 2019 года Таймсквер отыграли в качестве спецгостей в российском туре группы Skillet, охватившем 10 городов страны.
13 мая вышел первый сингл "Соль и пепел" со второго альбома группы. Летом 2019 Таймсквер отыграли на фестивалях Улетай, Доброфест и LIVEнь (Тула).
27 сентября 2019 года вышел второй полноформатный альбом Таймсквер под названием Вкус крови, в поддержку которого группа отыграла осенний тур по 16 городам России.
В феврале 2020 года вышел клип на акустическую версию песни "Мой серый город", записанную вместе с Utopia Show; группа сыграла на фестивале ПЕСОК Winter Music Fest (Зеленоград). 8 мая 2020 года вышел акустический альбом-компиляция Психоакустика, на котором, помимо Топы, в качестве гостя появилась певица и ютубер Ai Mori. Сольные концерты в поддержку Психоакустики были анонсированы на 9 и 23 апреля в Санкт-Петербурге и Москве, но из-за коронавирусной пандемии были сначала перенесены на 24 и 25 июня, а впоследствии отменены. В октябре 2020 года группа приняла участие в фестивале Живой!, разделив сцену с группами Stigmata, Аффинаж, 7Б и другими.
13 ноября 2020 года вышел третий студийный альбом группы, 2020, подкрепленный синглами "Альфадог" (feat. Shokran) и "У Бога много времени". В поддержку альбома был анонсирован тур на октябрь-ноябрь 2020 года, состоящий из 16 дат, впоследствии перенесенный на декабрь 2020 и февраль 2021. На презентациях альбома в Москве и Санкт-Петербурге в качестве специальных гостей приняли участие Игорь Капранов (АУТКАСТ, ex-Amatory), Слава Мартюшов (OSCAL, TRITIA). В декабре 2020 года был выпущен инструментальный вариант альбома 2020 и произошла смена состава - группу покинул гитарист Дмитрий Теплов, на смену ему пришел Александр Юдин. 2 марта 2021 года вышел клип "Я пришел [не] с миром".

### МолодостьиБиполярка(2021-настоящее время)
12 мая 2021 года выходит клип на "Время первых", первый сингл с грядущего неанонсированного на тот момент альбома. В мае прошла презентация сингла прошла на больших сольных концертах в Москве и Санкт-Петербурге. Тогда же группу покидает ударник Евгений Тарцус, на смену ему приходит Никита Карасев, которого уже в июне заменяет Никита Лукьянов. Летом 2021 года группа принимает участие в фестивалях Доброфест и Тамань. 13 августа 2021 года выходит второй сингл, "В Темноте" при участии рэпера Гарри Топора, 24 августа - клип на него. 
В сентябре-ноябре 2021 года группа отыграла хэдлайн-тур по 15 городам России и Беларуси. Запланированные в Украине концерты в сентябре 2021 года были перенесены, а впоследствии отменены по причине болезни одного из участников группы. 29 октября 2021 года вышел сингл ТАйМСКВЕР feat. RAVDINA "2 войны" к трибьют-альбому Слот XX Tribute. В ноябре гитарист Александр Юдин покинул группу, на его место вернулся Дмитрий Теплов. 10 декабря 2021 состоялся релиз сингла "Моё одиночество".
В 2022 году Таймсквер выпускают синглы: 4 февраля - "Враг мой", 25 марта - "Неизбежность зла", 11 мая - "Самоконтроль" (при участии Тони Раут), 20 мая - англоязычная версия "Неизбежности зла" - "House of Cards", 15 июля - "Слэм (Всем плевать на текст)", 21 октября - "Жесть". 4 мая вышел клип "Неизбежность зла". В апреле-мае 2022 года группа сыграла сольные концерты в Воронеже, Ростове-на-Дону, Краснодаре, Санкт-Петербурге и Москве, летом выступила на фестивалях Дикая Мята, Доброфест, Улетай, Живой! и Чернозем. В октябре произошла смена состава: басист Егор Батов покинул группу, его место занял Николай Карпенко.
4 ноября 2022 года вышел четвертый альбом Таймсквер, Молодость, включивший все ранее выпущенные синглы, начиная с "Время первых", плюс три новые песни. В ноябре группа презентовала новый альбом в Санкт-Петербурге и Москве на сольных концертах, специальными гостями на которых выступили Слава Мартюшов, Ai Mori, Тони Раут и Гарри Топор. В декабре 2022 трек "Время первых" попал в Чартову дюжину на НАШЕм Радио.
В марте-апреле 2023 Таймсквер отыграли хэдлайн-тур по России из 15 городов, выступили на летних фестивалях Улетай, Полигон Фест, Будущее, Форт Новорок, Середина Лета.
8 сентября 2023 вышел EP Биполярка, Часть 1. В поддержку релиза были выпущены синглы "В моей голове" и "Москва" и отыграны концерты-презентации в Санкт-Петербурге и Москве.
28 ноября 2023 вышел сингл "Ножевые" с анонсом концертов в столицах в поддержку грядущей EP "Биполярка (часть 2)".
16 февраля 2024 вышел совместный с группой СЛОТ и Гарри Топором сингл  "Жесть и Чернуха" и совместный с 7000$ сингл "Обесточен".

## Состав

### 
| Текущий состав - Андрей Грязнов - клавишные, сэмплы, автор музыки и текстов (с 2009) - Кирилл Бабиев - вокал (с 2015), гитара, бэк-вокал (2013-2015) - Дмитрий Теплов - гитара (2015-2020, с 2021) - Николай Карпенко - бас-гитара (c 2022) - Степан Четвериков - ударные (с 2024) | Бывшие участники - Юрий ??? - гитара (2009-2013) - Ренат Хакимов - ударные (2009-2015) - Роман Семенец - вокал (2009-2015) - Анатолий Кузнецов - бас, бэк-вокал (2009-2015) - Евгений Тарцус - ударные (2015-2021) - Егор Батов - бас-гитара (2015-2022) - Александр Юдин - гитара (2020-2021) - Никита "Кит" Карасев - барабаны (2021) - Никита Лукьянов - ударные (2021-2024) |

## Дискография
Студийные альбомы
| Название           | Информация                                                                 |
| ------------------ | -------------------------------------------------------------------------- |
| Скафандр и бабочка | - Релиз: 30 ноября 2017 - Лейбл: MMG - Формат: цифровая дистрибуция        |
| Вкус крови         | - Релиз: 27 сентября 2019 - Лейбл: MMG - Формат: цифровая дистрибуция      |
| 2020               | - Релиз: 13 ноября 2020 - Лейбл: MMG - Формат: цифровая дистрибуция        |
| Молодость          | - Релиз: 4 ноября 2022 - Лейбл: Touch Music - Формат: цифровая дистрибуция |

| Сборники - Психоакустика (2020) EP - Люди-корабли (2012) - ТАйМСКВЕР (2016) - ЭГО (2018) - Биполярка, Часть 1 (2023) - Биполярка, Часть 2 (2024) Инструментальные альбомы - Вкус крови (Instrumental) (2020) Гостевые появления - Sergey Golovin - Lost Voice (feat. Kirill Babiev) (2014) - Romain Rain - Dreamer (feat. Kirill Babiev) (2017) - PLANETNINE - Fulcrum (feat. Kirill Babiev) (2017) - Aspen - От себя никак не сбежать (feat. Kirill Babiev) (2017) - MONFLAME - No Matter (feat. Kirill Babiev) (2021) - Sellout - Микрорайоны потухших глаз (feat. Kirill Babiev) (2021) - The Serious Men - За пределами (feat. Kirill Babiev) (2022) - Гарри Топор - Миазнтроп (feat. Kirill Babiev) (2022) - Turn Down - Promises Turn Into Dust (feat. Kirill Babiev) (2022) - A-Connection - Beast Mode (feat. Kirill Babiev, I QUE, Rioux V, Chris Ross) (2022) - Lex Kobalia - CROWNED (feat. Kirill Babiev) (2022) - АУТКАСТ - Основание (feat. ТАйМСКВЕР) (2023) - СЛОТ - Жесть и Чернуха (feat. ТАйМСКВЕР, Гарри Топор) (2024) - 7000$ - Обесточен (feat. ТАйМСКВЕР) (2024) | Синглы - "Равновесие" (2015) - "Реквием (Acoustic version)" (2016) - "Соль и пепел" (2019) - "Пульс" (2019) - "Мой серый город (Acoustic version)" (feat. Utopia Show) (2020) - "Альфа-дог" (feat. Shokran) (2020) - "У Бога много времени" (2020) - "Время первых" (2021) - "В темноте" (2021) - "2 войны" (кавер на группу Слот; feat. RAVDINA) (2021) - "Моё одиночество" (2021) - "Враг мой" (2022) - "Неизбежность зла" (2022) - "Самоконтроль" (feat. Тони Раут) (2022) - "House of Cards" (2022) - "Слэм (Всем плевать на текст)" (2022) - "Жесть" (2022) - "В моей голове" (2023) - "Ножевые" (2023) - "Дыши" (2024) - "Один на один" (2024) |

## Видеография

### Видеоклипы
| Год  | Клип                                  | Режиссёр        |
| ---- | ------------------------------------- | --------------- |
| 2011 | «1.2.3.»                              |                 |
| 2017 | «Реквием»                             | Антон Чернов    |
| 2018 | «Мой серый город»                     | Павел Самсонов  |
| 2018 | «ЭГО»                                 | Павел Самсонов  |
| 2019 | «Соль и пепел»                        | All Star        |
| 2019 | «Облако» (feat. Слава TRITIA)         | Павел Самсонов  |
| 2020 | «Мой серый город» (Acoustic version)  | Павел Самсонов  |
| 2021 | «Время первых»                        | Hot Pixel media |
| 2021 | «Я пришёл [не] с миром» (feat. OSCAL) | Игорь Храмков   |
| 2021 | «В темноте» (feat. Гарри Топор)       | Игорь Храмков   |